# みなみじゅうじ座デルタ星
みなみじゅうじ座δ星は、みなみじゅうじ座の恒星で、十字を形作る4つの星の中では最も暗い3等星。

## 特徴
青白色の準巨星で、ケフェウス座β型の脈動変光星である。
オーストラリア、ニュージーランド、パプアニューギニア、ブラジルの国旗に描かれている。ブラジルの国旗においてはミナスジェライス州を象徴する星とされている。

## 名称
学名はδ Crucis（略称はδ Cru）。2018年8月10日、国際天文学連合の恒星の命名に関するワーキンググループ (Working Group on Star Names, WGSN) は、みなみじゅうじ座δ星の固有名として、Imai を正式に定めた。Imai は、今日のエチオピアに住むムルシ族がδ星に付けた名称で、この星が夕闇の空に現れなくなる頃に、オモ川の土手に生えるImaiという草を横倒しにするほどオモ川の水位が上り、やがて下がる時期であることを示している。ムルシ族は、季節ごとに起こるオモ川の洪水に南天の星々を結び付けて彼らの暦に使っている。
ブラジルでは、ポルトガル語で「青白い（もの）」を意味する Pálida とも呼ばれた。近年、アクルックスやガクルックスに倣って「デクルックス」と呼ばれることもあるが、3つの星が19世紀以前の航海者たちによって呼びならわされたのに対して、δ星がそのように呼ばれた形跡はない。